# Lulua duprixi
Lulua duprixi är en skalbaggsart som först beskrevs av Pierre Lepesme 1956.  Lulua duprixi ingår i släktet Lulua och familjen långhorningar.
Artens utbredningsområde är Gabon. Inga underarter finns listade i Catalogue of Life.